# Конопелька (село)
Конопелька (укр. Конопелька) — село в Киверцовской городской общине Луцкого района Волынской области Украине.
До 2020 года входило в Киверцовский район.
Код КОАТУУ — 0721886609. Население по переписи 2001 года составляет 73 человека. У 2022 році мешкає близько 50 людей. Почтовый индекс — 45200. Телефонный код — 3365. Занимает площадь 0,621 км².